# Opilio Rossi

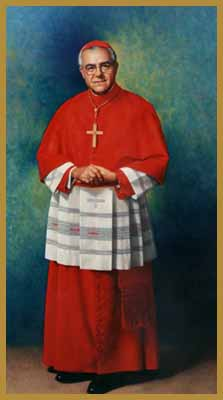
Opilio Rossi

Wappen von Opilio Kardinal Rossi

Opilio Kardinal Rossi (* 14. Mai 1910 in New York, USA; † 9. Februar 2004 in Rom, Italien) war ein vatikanischer Diplomat und später Kurienkardinal der römisch-katholischen Kirche.

## Leben
Rossi wurde 1910 als Kind einer italienischen Immigrantenfamilie in New York geboren. Er studierte Katholische Theologie im italienischen Piacenza, Emilia-Romagna. Dort empfing er auch am 11. März 1933 das Sakrament der Priesterweihe. Anschließend trat Rossi in den diplomatischen Dienst des Heiligen Stuhls ein und wirkte zunächst in der Apostolischen Nuntiatur von Belgien und den Niederlanden, später in der Päpstlichen Gesandtschaft in Deutschland, wo er in Berlin den Zweiten Weltkrieg sowie dessen Ende erlebte und sich für zahlreiche Notleidende einsetzte. Am 21. November 1953 ernannte ihn Papst Pius XII. zum Titularerzbischof von Ancyra und zum Apostolischen Nuntius in Ecuador. Die Bischofsweihe spendete ihm am 27. Dezember desselben Jahres Erzbischof Aloysius Muench, der Bischof von Fargo; Mitkonsekratoren waren Umberto Malchiodi, Koadjutor von Piacenza, und Artemio Prati, Bischof von Carpi.
Am 25. März 1959 ernannte ihn Papst Johannes XXIII. zum Apostolischen Nuntius in Chile und am 25. September 1961 zum Nachfolger des verstorbenen Erzbischofs Giovanni Dellepiane im Amt des Leiters der Apostolischen Nuntiatur in Österreich.
1976 kehrte er nach Rom zurück. Papst Paul VI. nahm ihn am 24. Mai desselben Jahres als Kardinaldiakon mit der Titeldiakonie Santa Maria Liberatrice a Monte Testaccio in das Kardinalskollegium auf. Rossi war 1976 bis 1984 Präsident des Päpstlichen Rates für die Laien (Vizepräsident war ab 1980 der deutsche Bischof Paul Josef Cordes), bis 1981 auch Präsident des Päpstlichen Komitees für die Familie. Papst Johannes Paul II. ernannte ihn später zum Präsidenten der Kardinalskommission für die päpstlichen Heiligtümer von Pompei, Loreto und Bari und zum Präsidenten des Ständigen Komitees für die Internationalen Eucharistischen Kongresse. 1987 wurde er zum Kardinalpriester mit der Titelkirche San Lorenzo in Lucina erhoben. Nachdem Rossi bereits das 80. Lebensjahr vollendet hatte, entpflichtete Johannes Paul II. ihn am 3. Januar 1991 von allen Aufgaben in der römischen Kurie.
Rossi starb in Rom. Die Beisetzungsfeier wurde am 13. Februar 2004 von Papst Johannes Paul II. persönlich im Petersdom geleitet, die Messe zelebrierte der damalige Kardinaldekan Joseph Ratzinger.
Seit 1985 vergibt die Arbeitsgemeinschaft Katholischer Verbände (AKV) in einem jährlichen Turnus die Kardinal-Opilio-Rossi-Medaille  für Verdienste um das katholische Laienapostolat. Opilio Rossi war seit Juni 1967 Ehrenmitglied der katholischen Studentenverbindung KAV Danubia im ÖCV, seit 1995 Ehrenmitglied der katholischen Studentenverbindung KAV Capitolina Rom im CV sowie der katholischen Schülerverbindung Lützow Leoben im MKV. 1968 wurde er zudem vom Land Vorarlberg mit dem Ehrenzeichen des Landes Vorarlberg in Gold ausgezeichnet.